# Иван Асень V
Иван Асень V — второй сын болгарского царя Ивана Александра и его второй жены Сары-Теодоры. Вероятно, его назвали в честь его старшего брата Ивана Асеня IV, который погиб в 1349 году в битве против османов под Ихтиманом или Софией.
Вместе со своим отцом и младшим братом Иваном Шишманом Иван Асень V руководил церковными синодами в Тырново в конце 1360-х годов.
В его надгробной надписи, заказанной Кирой Марией, первой женой его старшего брата Ивана Шишмана, написано, что он был похоронен в 1388 году после того, как был убит турками. Также сказано, что ему грозила опасность «лишения благодатей веры», что означает, что османы, вероятно, обратили его в ислам. Из той же надписи известно, что у принца было две дочери, имена которых не были упомянуты.